# Christian Giménez (football, 1981)
Pour les articles homonymes, voir Christian Giménez.
Christian « El Chaco » Gimenez, né le 1er février 1981 à Resistencia (Argentine), est un footballeur mexicain d'origine argentine évoluant au poste de milieu de terrain. Formé à Boca Juniors, il quitte en 2004 l'Argentine après des passages au CA Unión et à Independiente pour rejoindre le Mexique et le club de Veracruz puis Club América, finalement en 2006 il s'établit au CF Pachuca jusqu'en 2008 ou il rejoint le club de la Cruz Azul. 
Il a notamment remporté au cours de sa carrière deux Ligues des champions de la CONCACAF, deux Copas Libertadores, trois Championnats d'Argentine et deux Championnats du Mexique. Enfin il a été convoqué en équipe d'Argentine par Diego Maradona lors de la phase éliminatoire de la Coupe du monde 2010.

## Biographie

### En Argentine
Très jeune, Christian Giménez pratique le football. En 1989, il intègre les équipes de jeunes de Boca Juniors et attend dix années avant d'effectuer ses débuts professionnels avec l'équipe première. Ses débuts coïncident avec les excellents résultats du club qui remporte trois Championnats d'Argentine (Apertura 1998, Clausura 1999 et Apertura 2002) ainsi que deux Copas Libertadores (2000 et 2001), cependant ne parvenant pas à devenir un titulaire à part entière, il part en 2003 au CA Unión puis à Independiente. Un an plus tard, à l'instar de nombreux compatriotes, il s'exile et prend la direction du Mexique.

## Au Mexique
Il signe en 2004 à Veracruz où évolue Cuauhtémoc Blanco. Lors de sa première année, le club termine premier de la saison régulière (Giménez y inscrit quatre buts) mais est éliminé au premier tour des play-offs. En 2005, malgré le départ de Blanco, l'équipe se renforce avec l'arrivée de Leandro Romagnoli, cependant le club ne parvient pas à se qualifier pour les play-offs, Giménez a un temps de jeu plus élevé mais ne marque aucun but.
Avant le tournoi d'ouverture 2005, Blanco persuade son nouveau club Club América de transférer Giménez ce qui est chose faite. Malgré un temps de jeu sporadique, il marque trois buts et l'América est en tête de la saison régulière mais comme lors de sa première année à Veracruz, le club est éliminé d'entrée en play-off. Mais six mois plus tard, il remporte son premier titre de champion du Mexique lors du tournoi de fermeture 2006.
Avant le tournoi d'ouverture 2006, Giménez rejoint le CF Pachuca. Il commence une nouvelle ère de domination avec ce club puisqu'il remporte le tournoi de fermeture 2006 puis le tournoi de fermeture 2007 ainsi que deux Ligues des champions de la CONCACAF (2007 et 2008) inscrivant même un but en finale retour en 2008 contre le Deportivo Saprissa.
Ces bons résultats lui permettent d'être appelé en équipe d'Argentine par Diego Maradona lors de la phase éliminatoire de la Coupe du monde 2010.

## Palmarès
- Vainqueur de la Copas Libertadores : 2000 et 2001 (Boca Juniors).
- Vainqueur de la Ligues des champions de la CONCACAF 2010 avec CF Pachuca et 2014 avec Cruz Azul
- Vainqueur de la Copa Sudamericana 2006 avec le CF Pachuca
- Champion d'Argentine : 1998 (A), 1999 (C), 2000 (A) (Boca Juniors)
- Champion du Mexique : 2005 (C) (Club América) et 2007 (C) (CF Pachuca).